# Široké
Široké (ungarisch Siroka) ist eine Gemeinde in der Nordost-Slowakei, hat zirka 2330 Einwohner und liegt an der Autobahn D1 (Europastraße 50) östlich des Mittelgebirges Branisko. Verwaltungstechnisch ist sie neben dem eigentlichen Ort noch in den Ortsteil Pod Braniskom unterteilt.

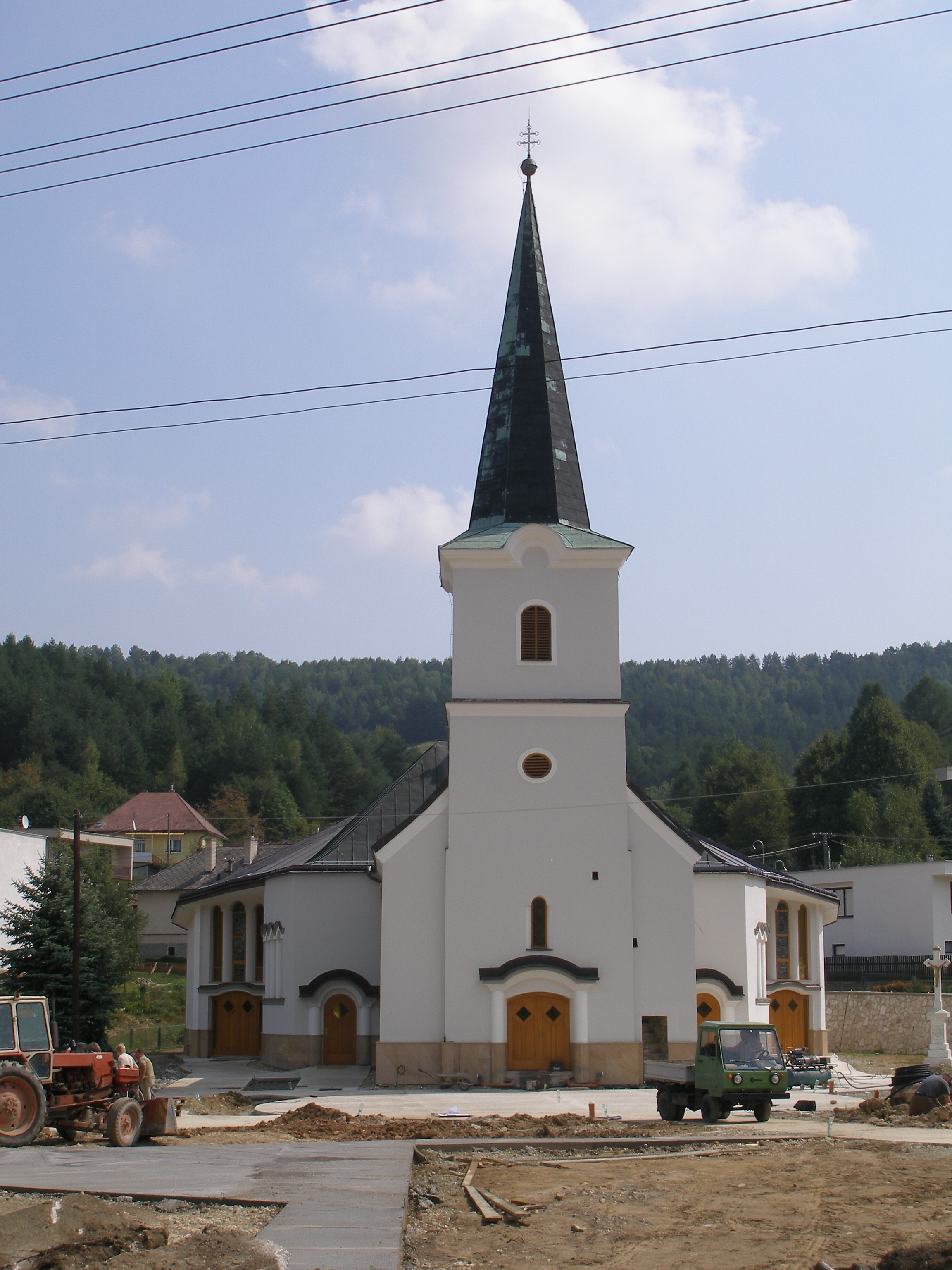
Kirche

## Geschichte
Der Ort wurde im Jahre 1320 gegründet.
Seit 1990 befindet sich im Ort ein großer Getränkehersteller.

## Bevölkerung
| Jahr                | 1994 | 2004    | 2014    | 2024    |
| ------------------- | ---- | ------- | ------- | ------- |
| Anzahl der Personen | 2221 | 2282    | 2461    | 2445    |
| Unterschied         |      | +2,74 % | +7,84 % | −0,65 % |

| Jahr                | 2023 | 2024    |
| ------------------- | ---- | ------- |
| Anzahl der Personen | 2443 | 2445    |
| Unterschied         |      | +0,08 % |

## Verkehr
Die Gemeinde verfügt über keinen eigenen Eisenbahnanschluss. Die nächsten Bahnhöfe liegen in Krompachy, Poprad und Prešov.
Sie liegt an der noch nicht fertiggestellten Autobahn D1 (E 50), die Bratislava mit Košice verbinden soll, sowie an der Nationalstraße 18 östlich des Branisko-Tunnels.